# SimCity 4: Rush Hour
SimCity 4: Rush Hour (укр. СімСіті 4: Година Пік) — відеогра з серії SimCity, доповнення до SimCity 4, випущене восени 2003 року в жанрі містобудівний симулятор. Гра розроблена студією Maxis і видана компанією Electronic Arts на Персональний комп'ютер. По геймплею гра схожа з симуляторами City Life, Cities XL, Lincity та іншими іграми подібного жанру. Доповнення орієнтоване на будівництво доріг, розвиток транспортної системи та її контроль, що зробило гру схожою на Transport Tycoon. В 2007 році вийшло продовження — SimCity Societies.

## Розробка гри
Оригінальний SimCity 4 вийшов в січні 2003 року. 8 травня 2003 року Electronic Arts анонсували доповнення. 30 липня вийшов перший трейлер до гри. На створення гри у Maxis пішло близько півроку.

## Будівництво міста
Як і в оригінальній SimCity 4 метою гравця є поступове будівництво та розвиток міста. Гравець отримує під свій контроль ділянку землі, на якому повинен будувати місто. Гравець сам вирішує, де і які споруди він розташує. Спочатку ваше місто буде більше схоже на село, потім воно переросте в місто, а далі ви будете керувати величезним мегаполісом. Однак для досягнення такої мети гравець повинен знати основні умови та правила гри:
Райони — це основа будь-якого міста. У грі існує 3 типи районів: Житлові, комерційні та промислові. У житлових районах живуть Сіми, або люди (подібний термін використовується також у грі The Sims). У комерційних вони ведуть свій бізнес, а в промислових зайняті виробництвом. Кожний вид районів ділиться ще на 3 підвиди: Слабо, Середньо та Сильно забудовані. Слабо-забудовані комерційні райони будуть приносити вам менше прибутку ніж середньо або Сильно забудовані, проте на їх утримання піде більше коштів та коштувати вони будуть дорожче. В слабо-забудованих житлових районах будинки будуть коштувати менше і жити в них буде менше людей ніж в сильно забудованих житлових районах. Схожа ситуація і з промисловими районами. Також потрібно дотримуватися балансу — якщо у вас буде дуже багато промислових та комерційних районів, і буде мало житла — всі підприємства будуть без працівників та прибутку давати не будуть. Або навпаки — при занадто великій кількості житлових кварталів багато Сіми будуть безробітними і не зможуть платити податки. Результат — дефіцит вашого бюджету. Також всі будівлі можуть мати свій архітектурний стиль (європейський, модернізм і т. д.). Ви самі можете вирішити, як будуть виглядати ваші будинки. Можна обрати зразу всі стилі або змінювати їх автоматично із певним інтервалом.
Комунальне обслуговування — кожному будинку в грі, як і в реальному житті, не обійтися без електроенергії та води. Для забезпечення будівлі води ви повинні побудувати водонапірну вежу та провести від неї водогін в потрібний район. Будинки поряд з водопроводом будуть забезпечуватися водою. Проте одна водонапірна башта не зможе забезпечити все місто водою, тому їх потрібно кілька штук. Для того, щоб в будинках була електрика, потрібно будувати електростанції. Їх у грі кілька видів: теплова електростанція, газова, сонячна, воднева, АЕС та вітрова. Додатково гравець може зводити мережі електропередачі для збільшення площі енергопостачання.
Транспортна мережа — саме їй і присвячено доповнення. На відміну від SimCity 4 в грі з'явилося більше видів транспорту та доріг. Тепер гравець може зводити залізничну колію разом з вокзалом, аеропорт (малий, середній та міжнародний), морські порти, станції метро, а також зводити автобусні зупинки. Також стало більше і видів доріг. Якщо доріг в місті буде мало, це призведе до виникнення автопробок. Аеропорти та вокзали потрібні для припливу симів з інших районів.
 Охорона здоров'я  — це дуже важлива деталь в грі. Без лікарень та поліклінік всі ваші Сіми будуть поступово хворіти та вмирати. Для підвищення здоров'я в місті необхідно будувати лікарні та поліклініки. Чим їх більше, тим здоровіше і тим довше живуть ваші Сіми.
Безпека — жоден з ваших сімів не застрахований від нападу злочинця або пограбування. Щоб боротися зі злочинністю у вашому місті має бути більше поліцейських ділянок. Також є в'язниці. Ще одна небезпека — пожежа, можуть знищити не один квартал. Однак будівництво пожежних станцій зменшить цю ймовірність.
Освіта — щоб сіма влаштували на роботу, він обов'язково повинен отримати освіту. Без навчання ваші Сіми будуть безробітні і не будуть платити податки. Ви можете будувати школи (початкові та середні), бібліотеки, музеї і коледжі.
Екологія— якщо у вас в місті буде занадто багато транспорту та промислових районів, то через якийсь час ваше місто буде сильно забруднене і Сіми не зможуть в ньому жити. Будівництво лікарень в цьому випадку не допоможе. Щоб зробити місто екологічно чистим треба мати в місті центри переробки сміття, очищення стічних вод та звалища. Звалища слід розташовувати на околицях міста. Будівництво парків, площ, посадка газонів та дерев зроблять місто чистішим та підіймуть настрій вашим сімам.
Відпочинок — в місті має бути достатньо місць для відпочинку щоб сіми могли набиратися сил і відпочивати. Жителі будуть задоволені, якщо в їхньому місті буде багато парків, садів, площ, дитячих та спортивних майданчиків. Спортивні стадіони, будинки культури, кінотеатри теж сприяють відпочинку громадян.
Дотримання всіх вищеперелічених умов, наявність в місті всіх необхідних споруд, їх баланс та правильне розташування дадуть вам сильну економіку і, що найголовніше, щасливих жителів.

## Стан міста
Для того, щоб знати, які проблеми відчувають сіми, є спеціальні показники стану, графіки та карти з даними. Показники стану показують те, в якому стані знаходяться:
- Довкілля
- Транспорт
- Здоров'я
- Навчання
- Безпека
- Цінність землі
- Водопостачання
- Бюджет
- Електропостачання

Якщо що-небудь з перерахованого вище перебуває в жалюгідному стані, тоді показник червоний. Якщо все добре то він зелений.
Графіки — показують як змінюється небудь показник з часом (населення, бюджет, безробіття, житлові райони тощо)
Карти з даними — весь ваш місто представляється у вигляді карти. Ви обираєте будь показник і за допомогою різних кольорів на карті відображається стан чого-небудь в місті (щільність руху, здоров'я, середній вік, стан навколишнього середовища, рівень радіації, пожежонебезпечність тощо). Якщо район на карті позначається  червоним — стан плачевно. Помаранчевий — на грані небезпеки, жовтий — середньо, зелений — все добре.
Радники — по ходу гри дають вам поради та підказки. Кожний радник має свою область (радник з фінансів або міський планувальник).
Рейтинг мера — показує, як Сіми відносяться до ваших дії. Чим Сіми живуть гірше, тим нижче рейтинг.
Режим «Мій Сім» — ви можете грати за будь-якого жителя, а точніше спостерігати за його життям. Спостерігаючи за кількома жителями, ви зможете зробити висновок про стан міста.

## Оцінки й думки
Гра отримала задовільні відгуки. Проте оцінки, які отримав оригінальний SimCity 4, були вище. Багатьом не сподобалося мала кількість нововведень.
| Журнал або вебсайт | Оцінка SimCity 4: Rush Hour | Оцінка SimCity 4 |
| ------------------ | --------------------------- | ---------------- |
| Ігроманія          | 7.5 \ \10                   | 9 \ \ 10         |
| Absolute Games     | 69 %                        | 80 %             |
| Allgame            | 3/5 зірок                   | 3.5/5 зірок      |
| Game Rankings      | 76.63 %                     | 85.09 %          |
| GameSpot           | 8.3 \ \ 10                  | 8.1 \ \ 10       |
| IGN                | 8\ \10                      | 9.2 \ \ 10       |
| Metacritic         | 79\ \100                    | 84 \ \ 100       |
| MobyGames          | 77\ \100                    | 84 \ \ 100       |
| StopGame.ru        | 4.5/5 зірок                 | 4.5/5 зірок      |

«Скажу чесно: особисто я чекав від Rush Hour ядерної суміші оригінального SimCity 4 і транспортної стратегії типу Traffic Giant або Transport Tycoon. На жаль, в реальності все виявилося набагато прозаїчніше: замість обридлого кефіру нам дали живий йогурт. Не бозна яка заміна, але натщесерце — можна та спробувати.» — Ігроманія

## Цікаві факти
- Під час завантаження на екрані пишуться дивні речі на зразок «Розрахунок траєкторії Чумацького Шляху», «Розподіл китів і мавп по районам» та інші дурниці.
- Electronic Arts випустила збірку, до якої входить оригінальний SimCity 4 і доповнення до нього. Збірник отримав назву SimCity 4 Deluxe Edition. Найімовірніше, збірник розрахований на фанатів серії.
- Також вийшов патч, який змінює Інтерфейс, баланс та додає кілька нових функцій. Проте їх два різновиди: для північноамериканської версії гри та європейської (в тому числі і російської).